# Barrage de Diamer-Bhasha
Le Barrage de Diamer-Bhasha est un barrage en construction dans le Gilgit-Baltistan au Pakistan sur l'Indus. 
Entamé en 2020, le barrage devrait être finalisé en 2028. Avec 4 500 MW, il sera le deuxième plus puissant barrage du pays après Tarbela et parmi les vingt plus puissants au monde. 

## Histoire
Le projet est situé en amont du barrage de Tarbela, dont il devrait en partie réduire la charge sédimentaire, et donc rallonger sa durée de vie de 35 ans. Son coût est estimé à l'équivalent entre 11,2  et   14 milliards de $. En 2017, le Pakistan renonce à faire financer le projet par la Chine et en septembre 2018, le Premier ministre Imran Khan lance un appel aux Pakistanais de l'étranger pour participer à ce financement.
Le 13 mai 2020, le gouvernement signe finalement un contrat de coentreprise en vue de la construction de l'ouvrage entre la Chine, qui détiendra 70 % des parts, et le Frontier Works Organization de l'armée pakistanaise qui en détiendra 30 %. 

## Caractéristiques
Le barrage aura une hauteur de 272 mètres ce qui le place parmi les plus hauts barrages en béton du monde. Il devrait permettre de réduire les inondations. 
La zone est caractérisée par une sismicité élevée.
Le barrage sera associé à une centrale hydroélectrique de 4 500 MW. Le gouvernement promet l'irrigation de près de 500 000 hectares de terres agricoles et la création de 16 500 emplois.